# Cybister posticus
Cybister posticus är en skalbaggsart som beskrevs av Aubé 1838. Cybister posticus ingår i släktet Cybister och familjen dykare. Inga underarter finns listade i Catalogue of Life.